# Puente de arco de Zaporiyia
El puente de arco de Zaporiyia (en ucraniano: Арковий міст у Запоріжжі) cruza el río Dniéper en la ciudad de Zaporiyia del óblast homónimo, Ucrania. El puente conecta la zona de la ribera occidental de Zaporiyia con el lado norte de la isla de Jórtitsia, atravesando el brazo oriental más pequeño del río Dniéper. Se trata del mayor puente de arco en el país.

## Historia
En 1970 se inició la construcción de la estación hidroeléctrica Dniéper, con previsión de que el proyecto duraría 10 años. El movimiento de materiales de construcción desde el raión de Jórtitsia de Zaporiyia (orilla occidental del Dniéper) hasta el sitio de construcción, produciría demasiado tráfico para que el puente que había, construido después de la Segunda Guerra Mundial, pudiera soportarlo. Además, durante la construcción de DniproHES-2, la carretera sobre la presa quedaría bloqueada, lo que también aumentaría temporalmente el tráfico en el puente.
Por estas razones, se elaboraron planos arquitectónicos y de ingeniería para un nuevo puente permanente. El nuevo puente se extendería desde la orilla occidental del Dniéper hasta el lado norte de la isla de Jórtitsia, a mitad del río. Proporcionaría acceso al puente de Preobrazhenski cerca del extremo sureste de la isla, que cruzaba el canal este más amplio del Dniéper.
La construcción comenzó en 1970 y tardó hasta 1974 en completarse. Comenzó en la orilla derecha, en el raión de Jórtitsia. El contratista de la construcción fue un fideicomiso, la Oficina de Desarrollo Urbano de la cuenca del Alto Dniéper (Mostostroi), dependiente del Ministerio de Transportes de la URSS.
El puente es una estructura de acero de un solo arco. La estructura de acero se fabricó en la fábrica de estructuras de acero del Dniéper. El montaje y la instalación estuvieron a cargo de la Brigada de Construcción de Puentes nº12, encabezada por el jefe de distrito Zaliubovski. En 1973, la Brigada del Puente había ensamblado e instalado más de 200 toneladas de estructura de acero. El puente en arco de Zaporiyia fue el primer puente soviético que se construyó ensamblando completamente la armadura de la cubierta en barcazas y en las dos orillas del río. Luego, la armadura de acero se colocó en su lugar encima del arco como una sola unidad.

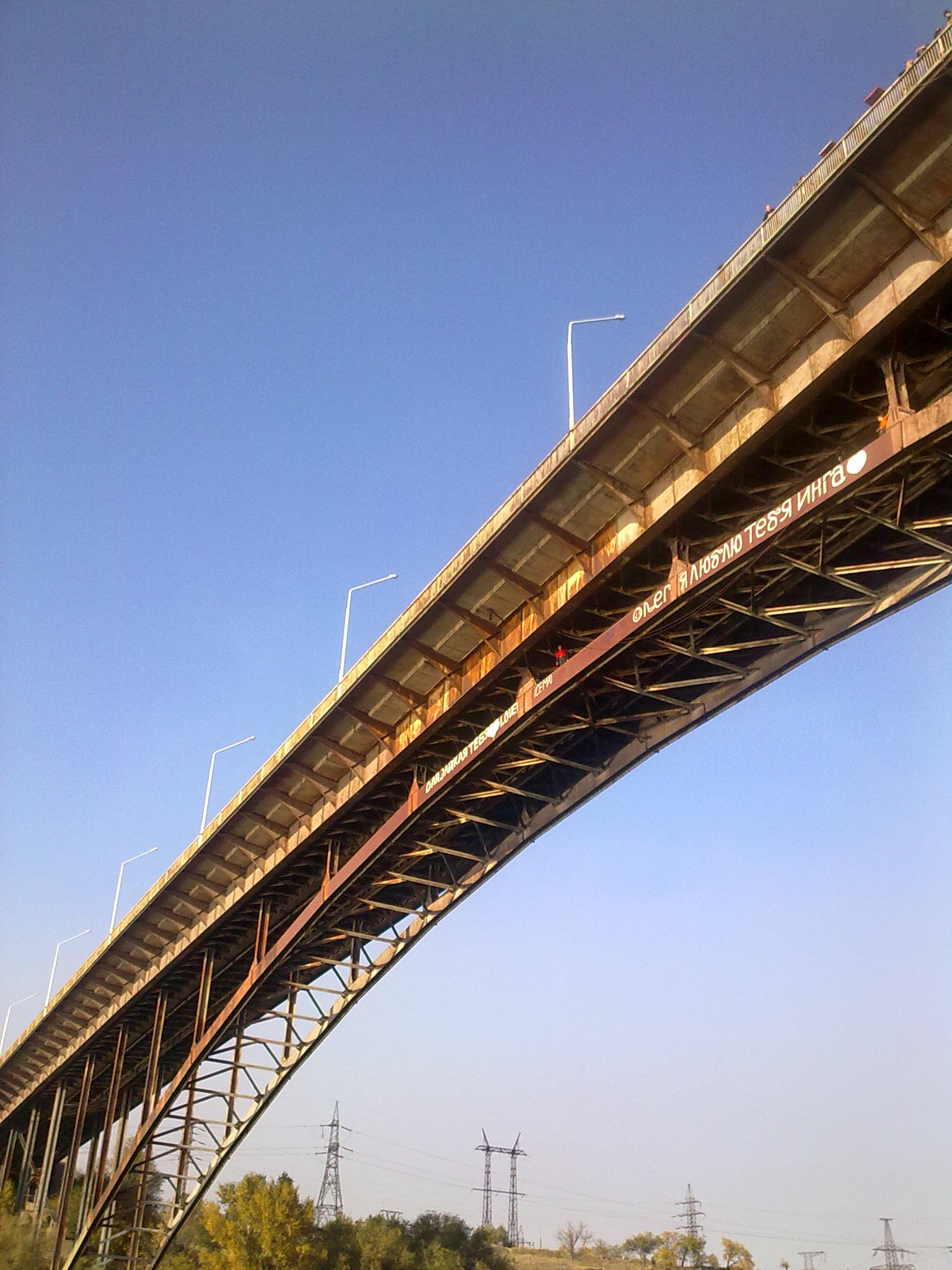
Parte inferior del puente

Una vez finalizada la instalación, comenzaron las pruebas de las estructuras portantes del puente. Las pruebas fueron realizadas por personal del Laboratorio de Dinámica de Puentes del Instituto de Ingenieros de Transporte de Dnipropetrovsk (hoy parte de la Universidad Nacional de Transporte Ferroviario del Dniéper). Primero se probó el tramo del puente sobre el arco sobre el río. Luego se probaron las dos partes de cada orilla, no por encima del arco. Las pruebas consistieron en 50 camiones volquete, cada uno cargado con un peso de 25 toneladas, y conducidos uno por uno hasta alcanzar la carga de prueba completa de 1.250 toneladas. Se instalaron medidores de seguimiento en elementos de la estructura de acero para medir y registrar los valores de carga y la deformación de los elementos.
La línea de trolebús que cruzaba la isla de Jórtitsia, además del puente de arco, pasaba por el puente de Preobrazhenski. Se cerró en 2001, cuando el puente del arco estuvo en reconstrucción y se desmanteló la red de contactos para protegerlo de robos. Después de la reinauguración del puente de arco de Zaporiyia en 2003, la restauración de la línea de trolebús se consideró inconveniente. Con sus 40 metros de altura es un lugar ideal para la práctica del puenting.
El 13 de septiembre de 2019 se inauguró la ruta 1 (Plaza de los Sindicatos-Campamento Turístico de Jórtitsia), con trolebuses Dnipro T203 con opción de funcionamiento autónomo. Desde el 25 de febrero de 2022, la operación de la ruta de trolebús n.° 1 se suspendió temporalmente debido a la invasión rusa de Ucrania, por lo que los trolebuses Dnipro T203 que servían esta ruta fueron redirigidos a partir del 1 de marzo de 2022 para servir una nueva ruta, conectando el 4º Distrito Sur con el 2º raión de Shevchenko.

## Estructura
Su arco consta de dos vigas de acero que están conectadas y reforzadas con una abrazadera en K. Las cuatro vigas longitudinales, también unidas mediante tirantes en K, se apoyan en las nervaduras del arco y sostienen la viga de la calzada que sobresale ampliamente.